# Sporisorium mysorense
Sporisorium mysorense är en svampart som först beskrevs av Pavgi & Thirum., och fick sitt nu gällande namn av Vánky 1995. Sporisorium mysorense ingår i släktet Sporisorium och familjen Ustilaginaceae.   Inga underarter finns listade i Catalogue of Life.